# 温泉県
温泉県（おんせん-けん、モンゴル語：ᠷᠠᠰᠢᠶᠠᠨ
ᠰᠢᠶᠠᠨ　転写：Rasiyan siyan）は、中華人民共和国新疆ウイグル自治区ボルタラ・モンゴル自治州に位置する県。

## 行政区画
3鎮、3郷を管轄：
- 鎮：ボグダル・バルガス（博格達爾鎮）、ハルブフ鎮（哈日布呼鎮）、アンギリグ鎮（アンギルリク鎮、安格里格鎮）
- 郷：チャガン・テュンギ郷（シャガントング郷、査干屯格郷）、ジャラムト・シャン（扎勒木特郷）、タシュ郷（塔秀郷）
- 八十七団、八十八団